# 何毅亭

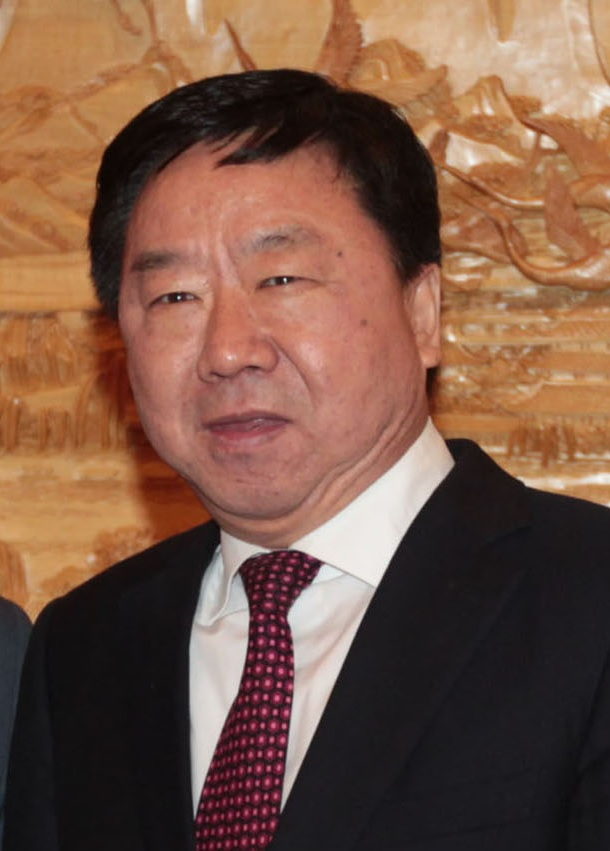
何毅亭

何毅亭（1952年1月—），陕西汉中人，中国共产党党员，中华人民共和国政治人物。

## 经历
何毅亭毕业于陕西省汉中一中，1968年12月初中毕业后在汉中市铺镇公社姜埧大队插队。1971年5月招工进入汉中通用机械厂工作。
1979年9月，何毅亭考入北京师范大学学习，先后获历史学学士和硕士学位。1983年3月，加入中国共产党。
1986年7月从北京师范大学毕业后，到中共中央办公厅办公室工作，任主任科员，副处长。
1989年9月起，调入新组建的中央政策研究室工作，历任处长，党建组副组长（副局级）、组长（正局级）。
2000年6月，任中共中央政策研究室副主任，中央党建工作领导小组成员兼秘书组组长。 2005年，兼任中央保持共产党员先进性教育活动领导小组成员。2008年，兼任中央深入学习实践科学发展观活动试点工作领导小组成员。
2009年4月，明确为中央政策研究室常务副主任（正部长级）。任中央政策研究室副主任、常务副主任期间，何毅亭多次陪同胡锦涛、习近平外出调研。
2013年9月，任中共中央党校常务副校长。
2018年3月，任第十三届全国人民代表大会社会建设委员会主任委员，中共中央党校（国家行政学院）分管日常工作的副校长（副院长）。
2020年12月，卸任中央党校（国家行政学院）常务副校（院）长职务。

## 言论
2020年6月15日，中共中央总书记习近平生日当天，何毅亭发表专栏文章，称习近平新时代中国特色社会主义思想是21世纪的马克思主义，中国的发展超越了国家地理边界，具有全球历史意义。文章并将习近平与马克思相提并论。
政治评论家陈破空表示，何毅亭是习近平嫡系亲信，有人把他称为习近平的文胆，除了王沪宁和江金权之外，何毅亭是其中之一。但是何毅亭在二十大前发了一篇文章，就是谈战略问题。在谈战略问题的时候，假装引用习近平的一些论述，也假装引用毛泽东的一些说法，什么全域性性的问题要站得高。但是他在其中却罕见的反思文革，两次提到文革不好，文革不对。由习近平的亲信说出来，这很罕见，让人们大吃一惊。因为习家军一再放风，说闭关锁国是好的，能防范敌对势力。还有计划经济有道理，还有阶级斗争没有熄灭。还有什么军国主义，就是全民要崇军尚武等等。给人的感觉是文化大革命要定调，肯定在连任之后搞文革。但是没想到何毅亭的这篇文章表面上来还引了习近平的话，但事实上却在否定文革。这并不是他一人想这么做，他也不敢这么做。一定是习家军看到顶不住了，或者说习近平在党内路线斗争失败了。

## 科研
何毅亭主要关注党建理论与政府决策研究领域，其主要著作有：《领导者公共形象艺术》、《现代领导哲学思维：领导智慧的养成途径》、《领导干部新视野》、《论十七大的重要意义》、《理论创新与时代精神》、《中国低碳经济：面向未来的绿色产业革命》、《学习习近平总书记重要讲话》等。